# 菅栄町
菅栄町（かんえいちょう）は、大阪府大阪市北区の町名。丁番を持たない単独町名である。

## 地理
大阪市北区東部に位置。西は天神橋6丁目、南は池田町、東は天満橋筋を挟んで樋之口町、北は都島通を挟んで国分寺に接する。
天満橋筋と都島通に囲まれた地域で、地内北東部の樋之口町交差点で接続している。

## 歴史
元は西成郡国分寺村の一部。
- 1889年（明治22年）4月1日 町村制施行により、西成郡豊崎村大字国分寺となる。
- 1897年（明治30年）4月1日 大阪市へ編入され、北区豊崎大字国分寺となる。
- 1900年（明治33年） 天満橋筋西2 - 4丁目・天満橋筋6 - 7丁目の町名に改編。
- 1924年（大正13年） 天満橋筋西2 - 4丁目・天満橋筋6 - 7丁目のそれぞれ一部を国分寺町・天満橋筋6丁目の町名に改編。
- 1943年（昭和18年）4月1日 国分寺町の都島通以北が新設の大淀区へ転属となり、大淀区国分寺町となる。
- 1944年（昭和19年）1月1日 北区国分寺町を菅栄町に改称。
- 1978年（昭和53年） 菅栄町の南部を池田町へ編入、天満橋筋6丁目の西部を菅栄町へ編入し、現在の町域となる。

## 世帯数と人口
2019年（平成31年）3月31日現在の世帯数と人口は以下の通りである。
| 町丁   | 世帯数  | 人口    |
| ------ | ------- | ------- |
| 菅栄町 | 946世帯 | 1,304人 |

### 人口の変遷
国勢調査による人口の推移。
| 1995年（平成7年）  | 1,050人 | [ 5 ] |  |
| 2000年（平成12年） | 1,064人 | [ 6 ] |  |
| 2005年（平成17年） | 1,353人 | [ 7 ] |  |
| 2010年（平成22年） | 1,488人 | [ 8 ] |  |
| 2015年（平成27年） | 1,420人 | [ 9 ] |  |

### 世帯数の変遷
国勢調査による世帯数の推移。
| 1995年（平成7年）  | 550世帯   | [ 5 ] |  |
| 2000年（平成12年） | 627世帯   | [ 6 ] |  |
| 2005年（平成17年） | 919世帯   | [ 7 ] |  |
| 2010年（平成22年） | 1,047世帯 | [ 8 ] |  |
| 2015年（平成27年） | 1,022世帯 | [ 9 ] |  |

## 学区
市立小・中学校に通う場合、学区は以下の通りとなる。北区内の全ての市立中学校と、大阪市内の小中一貫校が対象で学校選択が可能（抽選を実施）。
| 番・番地等 | 小学校             | 中学校             |
| ---------- | ------------------ | ------------------ |
| 全域       | 大阪市立菅北小学校 | 大阪市立天満中学校 |

## 事業所
2016年（平成28年）現在の経済センサス調査による事業所数と従業員数は以下の通りである。
| 町丁   | 事業所数 | 従業員数 |
| ------ | -------- | -------- |
| 菅栄町 | 74事業所 | 416人    |

## 施設
- 大阪市立菅北小学校
- 菅北公園

## 交通

### 鉄道
- Osaka Metro・阪急電鉄 天神橋筋六丁目駅

### 道路
主要地方道
- 大阪府道30号大阪和泉泉南線（天満橋筋）
- 大阪市道大阪環状線（都島通）

## その他

### 日本郵便
- 〒530-0031[3]（集配局：大阪北郵便局[12]）